# Locust
Locust, од ријечи locusta из вулгарног латинског, што значи скакавац (grasshopper), су група одређених врста краткорогих скакаваца из породице Acrididae који су у фази ројења. Ови инсекти су обично усамљени, али под одређеним околностима постају бројнији и мијењају своје понашање и навике, постајући друштвени. Не прави се таксономска разлика између врста  и ; основа за дефиницију је да ли врста формира ројеве у повремено погодним условима.
Обично су ови скакавци безопасни, њихов број је мали и не представљају велику економску пријетњу пољопривреди. Међутим, у одговарајућим условима суше праћене брзим растом вегетације, серотонин у њиховим мозговима изазива драматичне промјене: почињу да се размножавају у изобиљу, постајући друштвени и номадски (описани као миграторни) када њихова популација постане довољно густа. Они формирају групе нимфи без крила које касније постају ројеви крилатих одраслих јединки. И групе и ројеви се крећу около и брзо гуле поља и наносе штету усјевима. Одрасли су моћни летачи; могу да путују на велике удаљености, гутајући већину зелене вегетације гдје год се рој настани.
Скакавци су формирали куге још од праисторије. Стари Египћани су их резбарили на својим гробницама, а помињу се и у Илијади, Махабхарати и Библији. Ројеви су опустошили усјеве и били су узрок глади и људских миграција. У скорије вријеме, промјене у пољопривредним праксама и бољи надзор над локацијама гдје ројеви обично настају, значили су да се мјере контроле могу користити у раној фази. Традиционални начини сузбијања заснивају се на употреби инсектицида из земље или ваздуха, али су се и друге методе које користе биолошко сузбијање показале ефикасним.
Понашање ројева се смањило у 20. вијеку, али упркос савременим методама надзора и контроле, потенцијал за формирање ројева је и даље присутан; када наступе погодни климатски услови и престане будност, може да дође до формирања пошасти. Скакавци су велики инсекти и погодни су за употребу у истраживању и проучавању зоологије у учионици. Јестиви су за људе; јели су се кроз историју и сматрају се специјалитетом у многим земљама.

## Ројење скакаваца
су фаза ројења одређених врста краткорогих скакаваца из породице Acrididae. Ови инсекти су обично усамљени, али под одређеним околностима постају све бројнији и мијењају своје понашање и навике, постајући друштвени.
Не прави се таксономска разлика између врста  и ; основа за дефиницију је да ли врста формира ројеве у повремено погодним условима. На енглеском се термин „locust“ користи за врсте скакаваца које се мијењају морфолошки и у понашању при гужви, формирајући ројеве који се развијају из групи незрелих фаза званих „скакачи“. Промјена се у техничкој литератури назива "фенотипска пластичност зависна од густине".
Ове промјене су примјери фазног полифенизма; први их је анализирао и описао Борис Уваров, који је био кључан у успостављању Центра за истраживање против скакаваца. До својих открића је дошао током проучавања миграторних скакаваца на Кавказу, за чије се појединачне и стационарне фазе раније сматрало да су одвојене врсте (Locusta migratoria и L. danica L). Он је двије фазе означио као solitaria и gregaria. Они се такође називају стационарним и миграторним морфима, иако су њихови ројеви номадски, а не миграторни. Чарлс Валентин Рајли и Норман Кридл су такође били укључени у постизање разумијевања и контроле скакаваца.
Понашање ројења је одговор на пренасељеност. Повећана тактилна стимулација задњих ногу изазива повећање нивоа серотонина. То узрокује да скакавци мијењају боју, једу много више и много лакше се размножавају. Трансформација скакавца у ројевни облик је изазвана са неколико контаката у минути у периоду од четири сата. Велики рој може да се састоји од милијарди скакаваца распрострањених на површини од неколико хиљада квадратних километара, са популацијом до 80 милиона по квадратном километру. Када се пустињски скакавци сретну, њихов нервни систем ослобађа серотонин, због чега се међусобно привлаче, што је предуслов за ројење.
Почетне групе гомила скакача познате су као „почеци“, а када се они удруже у веће групе, догађај је познат као „налет“. Континуиране агломерације успона на регионалном нивоу које потичу из низа потпуно одвојених локација за размножавање познате су као „пошасти“. Током почетака и раних фаза пораста, само дио популације скакаваца постаје друштвен, са раштрканим групама скакаваца раширених на великом подручју. Како вријеме пролази, инсекти постају све кохезивнији и групе се концентришу на мањем подручју. У пошасти пустињских скакаваца у Африци, на Блиском истоку и у Азији која је трајала од 1966. до 1969. године, број скакаваца се повећао са двије на 30 милијарди током двије генерације, али је покривена површина смањена са преко 100.000 квадратних километара до 5.000 квадратних километара.

### Усамљене и групне фазе
Једна од највећих разлика између усамљене и групне фазе је понашање. Нимфе у групној фази се привлаче једна другој, што се види већ у другом степену. Убрзо формирају групе од више хиљада појединаца. Ове групе се понашају као кохезивне јединице и крећу се по пејзажу, углавном низбрдо, али обилазећи баријере и стапајући се са другим групама. Привлачност између инсеката укључује визуелне и мирисне знакове. Чини се да се групе крећу користећи сунце. Они застају да би се хранили у интервалима прије него што наставе даље и могу да пређу десетине километара током неколико недеља.
Такође, уочавају се разлике у морфологији и развоју. Код пустињског и миграторног скакавца, на примјер, нимфе групне фазе постају тамније са јако контрастним жутим и црним ознакама, расту и имају дужи период током којег остају нимфе; одрасли су већи са различитим пропорцијама тијела, мањим полним диморфизмом и већим метаболичким стопама; брже сазријевају и раније почињу да се размножавају, али имају нижи ниво плодности.
Међусобна привлачност између појединачних инсеката наставља се у одраслом добу и они настављају да дјелују као кохезивна група. Јединке које се одвоје од роја лете назад у масу. Други који заостану након храњења полијећу да се поново придруже роју када прође изнад њих. Када се јединке на предњем дијелу роја настањују да се хране, остали лете изнад њих и смјештају се у близини; цијели рој се понаша као одред који се котрља са предњом ивицом која се стално мијења. Скакавци доста времена проводе на земљи хранећи се и одмарајући, крећући се даље када је вегетација исцрпљена. Они тада могу да прелете знатну удаљеност прије него што се настане на локацији гдје су пролазне падавине изазвале зелени талас новог раста.

## Распрострањеност и разноврсност
Неколико врста скакаваца роје се као locusts у различитим дјеловима свијета, на свим континентима осим Антарктика и Сјеверне Америке, јер се амерички скакавац — Schistocerca americana не роји, а аустралијски скакавац (Chortoicetes terminifera) се роји широм Аустралије.
Пустињски скакавац (Schistocerca gregaria) је вјероватно најпознатија врста захваљујући својој широкој распрострањености у Сјеверној Африци, Средњем истоку и индијском потконтиненту, као и њиховој способности да мигрирају на велике удаљености. Велика зараза захватила је већи дио западне Африке у периоду од 2003. до 2004, након што је необично јака киша створила повољне еколошке услове за ројење. Прве епидемије догодиле су се у Мауританији, Малију, Нигеру и Судану 2003. Киша је омогућила ројевима да се развију и преселе на сјевер ка Мароку и Алжиру, пријетећи обрадивим површинама. Ројеви су прешли Африку, појавивши се у Египту, Јордану и Израелу, први пут у тим земљама послије 50 година. Трошкови сузбијања заразе процијењени су на 122 милиона долара, а штета на усјевима до 2,5 милијарди долара.
Миграторни скакавац (Locusta migratoria), понекад класификован у до 10 подврста, роји се у Африци, Азији, Аустралији и Новом Зеланду, али је постао ријеткост у Европи. Године 2013. мадагаскарски облик миграторног скакавца формирао је многе ројеве од преко милијарду инсеката, достижући статус „пошасти“ и покривајући око пола земље до марта 2013. Врсте као што су сенегалски скакавац и афрички пиринчани скакавац (Hieroglyphus daganensis), обје из Сахела, често показују понашање као Locust и мијењају се морфолошки при гужви.
Сјеверна Америка је тренутно једини континент осим Антарктика без аутохтоне врсте скакаваца. Скакавац стјеновитих планина је раније био један од најзначајнијих тамошњих штеточина, али је изумро 1902. Током 1930-их, у периоду названом прљаве тридесете, друга врста сјеверноамеричких скакаваца, скакавци са високих равница (Dissosteira longipennis), достигла је размјере пошасти на америчком средњем западу. Данас је скакавац са високих равница ријетка врста, што оставља Сјеверну Америку без редовног ројења скакаваца.

## Односи са људима

### Античка времена
Проучавање књижевности показује колико су пошасти скакаваца биле распрострањене током историје. Инсекти су стигли неочекивано, често након промјене смјера вјетра или времена, а посљедице су биле разорне. Стари Египћани су резбарили скакавце на гробницама у периоду од 2470. до 2220. године прије нове ере. Разорна куга у Египту се такође помиње у Књизи изласка у Библији, гдје пише: „и Мојсије испружи штап свој над египатском земљом, и Господ доведе источни вјетар на земљу цијели тај дан и сву ту ноћ; а кад би јутро, источни вјетар донио је скакавце. И скакавци се попеше на сву египатску земљу, и усталише се у свим крајевима египатским; прије њих није било таквих скакаваца као они, нити ће их после њих бити. Јер су покрили лице цијеле земље, тако да је земља била помрачена; и једоше све биље на земљи и сав плод са дрвећа које је оставио град; и не оста ништа зелено на дрвећу, ни у биљу у пољу, по свој земљи египатској.“ Илијада помиње скакавце који узимају крила да би избјегли ватру. Пошасти скакаваца се такође помињу у Курану. У деветом вијеку прије нове ере, кинеске власти су именовале службенике за борбу против скакаваца. Људскоглави скакавци се такође помињу у Књизи откривења.
Аристотел је проучавао скакавце и њихове навике размножавања, а Ливије је забиљежио разорни рој пошасти у Капуи 203. године прије нове ере. Споменуо је људске епидемије након пошасти скакаваца које је повезивао са смрадом од трулих лешева; повезаност избијања болести код људи са пошастима скакаваца била је широко распрострањена. За кугу у сјеверозападним провинцијама Кине 311. године нове ере, која је убила 98% локалног становништва, криви су скакавци, а можда је била узрокована повећањем броја пацова (и њихових бува) који су прождирали лешеве скакаваца.

### Модерна времена
Током последња два миленијума, пошасти скакаваца наставиле су да се појављују у неправилним интервалима са главним забиљеженим епидемијама пустињских и миграторних скакаваца у Африци, на Блиском истоку и у Европи. Друге врсте скакаваца изазвале су пустош у Сјеверној и Јужној Америци, Азији и Аустралазији; У Кини су забиљежене 173 епидемије у периоду од 1924 године. Бомбајски скакавац (Nomadacris succincta) био је главна штеточина у Индији и југоисточној Азији у 18. и 19. вијеку, али је ријетко харао од последње епидемије 1908. године.
У прољеће 1747. године, скакавци су стигли изван Дамаска и појели већину усјева и вегетације у околним селима. Један локални берберин, Ахмед ел Будајри, изјавио је: „скакавци су дошли као црни облак. Покрили су све: дрвеће и усјеве. Нека нас Свемогући Бог спаси!“
Изумирање скакаваца стјеновитих планина било је мистерија. У 19. вијеку се ширио по западу Сједињених Држава и дјеловима Канаде. Процијењено је да Албертов рој из 1875. покривао 510,000 km², што је веће од површине Калифорније, а да је цијели рој тежио 27,5 милиона тона, са око 12,5 трилиона скакаваца. Последњи примјерак је виђен жив у Канади 1902. Недавна истраживања указују да су мјеста за размножавање овог инсекта у долинама Стјеновитих планина била под сталним развојем пољопривреде током великог прилива рудара злата, уништавајући подземна јаја скакаваца.
Зараза 1915. широм Палестине и Сирије била је један од главних узрока велике глади у Либану, која је трајала од 1915. до 1918. а током које је умрло око 200,000 људи.

### Надгледање
Рана интервенција је успјешније средство за суочавање са скакавцима од каснијих акција када се ројеви већ нагомилају. Технологија за контролу популације скакаваца је сада доступна, али организационе, финансијске и политичке проблеме може бити тешко превазићи. Надгледање је кључ за смањење штете, а циљ је рано откривање и искорјењивање група. У идеалном случају, довољан дио номадских група може да се третира инсектицидом прије него што се достигне фаза ројења. Постизање овог циља може бити могуће у богатијим земљама попут Марока и Саудијске Арабије, али сусједне сиромашније земље, као што су Мауританија, Јемен и друге, немају ресурсе и могу да дјелују као извор ројева скакаваца који пријете цијелом региону.
Неколико организација широм свијета прати пријетњу од скакаваца. Они дају прогнозе које детаљно описују регионе који ће вјероватно бити погођени пошасти скакаваца у блиској будућности. У Аустралији то ради Аустралијска комисија за пошасти скакаваца. Организација је била веома успјешна у суочавању са епидемијама у развоју и има велику предност што има дефинисано подручје за праћење и одбрану без инвазија скакаваца са других мјеста. У Централној и Јужној Африци, надгледање врши Међународна организација за контролу скакаваца за централну и јужну Африку. У западној и сјеверозападној Африци, надгледање врши Комисија за контролу пустињских скакаваца у западном региону Организације за храну и пољопривреду (ФАО), а изводе је агенције за контролу скакаваца које припадају свакој земљи о којој је ријеч. ФАО такође прати ситуацију на Кавказу и у централној Азији, гдје је угрожено преко 25 милиона хектара обрадиве земље. У фебруару 2020. године, у настојању да заустави масовне епидемије скакаваца, Индија је одлучила да користи дронове и специјалну опрему за праћење скакаваца и прскање инсектицида.

### Контрола
Кроз историју, људи су могли мало да ураде да заштите своје усјеве од уништавања скакаваца, иако је једење инсеката можда представљало утјеху. Почетком 20. вијека, учињени су велики напори да се поремети развој инсеката обрађивањем земље гдје су положена јаја, прикупљањем скакача машинама за хватање, убијањем бацачима пламена, заробљавањем у јарцима и дробљењем ваљцима, као и другим механичким методама. До 1950-их, откривено је да је органохлорид диелдрин изузетно ефикасан инсектицид, али је касније забрањен за употребу у већини земаља због његове постојаности у животној средини и биоакумулације у ланцу исхране.
У годинама када је потребна контрола сузбијања скакаваца, скакачи се рано циљају примјеном контактних пестицида на бази воде помоћу прскалица на трактору. Ово је ефикасно, али споро и радно интензивно, а гдје је могуће, изводи се прскање концентрованих раствора инсектицида из авиона преко инсеката или вегетације којом се хране. Употреба прскања контактних пестицида ултра мале запремине из авиона у преклапајућим областима је ефикасна против номадских група и може се користити за брзо третирање великих површина земље. Друге модерне технологије које се користе за планирање контроле скакаваца укључују , ГИС алате и сателитске снимке, а компјутери обезбјеђују брзо управљање подацима и анализу.
Биолошки пестицид за контролу скакаваца тестиран је широм Африке од стране мултинационалног тима 1997. године. Осушене споре гљиве Metarhizium acridum, прскане у областима за размножавање пробијају егзоскелет скакавца приликом клијања и упадају у тјелесну шупљину, изазивајући смрт. Гљивица се преноси са инсекта на инсекта и опстаје у том подручју, чинећи поновљени третман непотребним. Овај приступ контроли скакаваца коришћен је у Танзанији 2009. за третирање површине од око 10,000 хектара у Националном парку Ику Катави, који је био заражен ројем одраслих скакаваца. Епидемија је обуздана, а слонови, нилски коњи и жирафе присутни у том подручју нису повријеђени.
Крајњи циљ у сузбијању скакаваца је употреба превентивних и проактивних метода које у најмањој могућој мјери нарушавају животну средину. Ово би учинило пољопривредну производњу лакшом и сигурнијом у многим регионима у којима је узгој усјева од виталног значаја за опстанак локалног становништва.

### Као експериментални модели
Скакавац је велики и лак за подизање и узгој, због чега се ккористи као експериментални модел у истраживачким студијама. Коришћен је у истраживањима еволуционе биологије и да би се открило у ком степену су закључци постигнути о другим организмима, као што су воћна мушица (Drosophila) и кућна мува (Musca), примјењиви на све инсекте. Такође, скакавци су погодна школска лабораторијска животиња, због своје робусности и лакоће са којом се могу узгајати и руковати.

### Као храна
Скакавци су јестиви инсекти и сматрају се месом. Неколико култура широм свијета конзумира инсекте, а скакавци се сматрају специјалитетом и једу их у многим афричким, блискоисточним и азијским земљама. Коришћени су као храна кроз историју.
Могу да се кувају на много начина, али се често прже, диме или суше. У Библији је забиљежено да је Јован Крститељ јео скакавце и дивљи мед (грч. ἀκρίδες καὶ μέλι ἄγριον; романизовано: akrídes kaì méli ágrion) док је живио у пустињи. Међутим, због традиције да се он приказује као аскеза, покушавато је да се објасни да су скакавци у ствари били одговарајућа аскетска вегетаријанска храна, као што је пасуљ рогач, без обзира што ријеч ἀκρίδες значи једноставно скакавац, а у Јеванђељу по Марку, истакнуто је да је Јован Крститељ редовно јео скакавце док је био у пустињи.
Тора, иако забрањује употребу већине инсеката као хране, дозвољава конзумацију одређених скакаваца, црвених, жутих, пјегасто сивих и бијелих, који се сматрају дозвољеним. У исламској јуриспруденцији, једење скакаваца се сматра да је халал, а постоје записи да је исламски пророк Мухамед јео скакавце током војног напада са својим саборцима.
Скакавци се једу на Арабијском полуострву, укључујући Саудијску Арабију, гдје је потрошња скакаваца порасла око Рамазана, посебно у региону Ел Касим 2014, пошто многи Саудијци вјерују да су здрави за јело. Саудијско министарство здравља, упозорило је да их пестициди које користе против скакаваца чине несигурним. Јеменци такође једу скакавце и изразили су незадовољство због владиних планова да користе пестициде за њихову контролу. Абд ел Салам Шабини је описао рецепт за скакавце из Марока. Европски путници из 19. вијека су посматрали Арапе у Арабији, Египту и Мароку како продају, кувају и једу скакавце. Они су истакли да су се у Египту и Палестини јели скакавци, а да су у Палестини, око ријеке Јордан, у Египту, у Арабији и у Мароку Арапи јели скакавце, док их сиријски сељаци нису јели.
У региону Хауран, Феласи који су били сиромашни и патили су од глади, јели су скакавце након што су им одстранили цријева и главу, док су их бедуини гутали цијеле. Сиријци, Копти, Грци, Јермени и други хришћани, као и сами Арапи, причали су о томе да су се у Арабији често јели скакавци, а један Арап је једном европском путнику описао различите врсте скакаваца које су Арапи вољели као храну. Персијанци користе антиарапско расно вријеђање „Arabe malakh-khor" (перс. عرب ملخ خور, досл. арапски једач скакаваца) против Арапа.
Скакавци дају око пет пута више јестивих протеина по јединици сточне хране од говеда, а при томе производе ниже нивое гасова стаклене баште. Стопа конверзије хране код правокрилаца је 1,7 kg/kg, док је за говедину типично око 10 kg/kg. Садржај протеина у свјежој тежини је између 13 и 28 g / 100 g за одрасле скакавце, 14–18 g / 100 g за ларве, у поређењу са 19–26 g / 100 g за говедину. Израчунати однос ефикасности протеина је низак, са 1,69 за протеин скакаваца у поређењу са 2,5 за стандардни казеин. Порција од 100 g пустињског скакавца даје 11,5 g масти, од којих је 53,5% незасићених, и 286 mg холестерола. Међу масним кисјелинама, најзаступљеније су палмитолеинска, олеинска и линоленска кисјелина. Присутне су различите количине калијума, натријума, фосфора, калцијума, магнезијума, гвожђа и цинка.